# ويلفريد برور
ويلفريد برور (بالإنجليزية: Wilfried Brauer)‏ (من مواليد 8 أغسطس 1937 في برلين، ألمانيا، وتوفي في † 25 فبراير 2014 في بون، ألمانيا) كان عالمًا ألمانيًا في مجال الكمبيوتر وأستاذًا فخريًا في جامعة ميونخ التقنية.

## حياته وأعماله
درس برور الرياضيات والفيزياء والفلسفة في الجامعة الحرة في برلين. حصل على درجة الدكتوراه في الرياضيات عام 1966 من جامعة بون لأطروحة حول نظرية المجموعات المهيمنة.
من عام 1998 إلى عام 2001، كان رئيس مجلس إدارة «مجتمع علوم الكمبيوتر» والجمعية الألمانية لعلوم الكمبيوتر. من 1994 إلى 1999، شغل منصب نائب رئيس الاتحاد الدولي للجمعية الدولية لمعالجة المعلومات.
حصل على العديد من الجوائز والأوسمة:
- فيليكس هاوزدورف غيدشتنبيريس (1966)[5]
- دكتوراه فخرية من جامعة هامبورغ (1996) [6]
- وسام فيرنر هايزنبرغ (2000) [5]
- دكتور فخر في جامعة جامعة برلين الحرة (2004)[7]
- واحد من عشرة زملاء الذين افتتحوا الجمعية الأوروبية لعلوم الكمبيوتر النظرية.[8][9]

## كتبه
فيما يلي مجموعة مختارة من الكتب التي كتبها برور
- حول نموذج تورينجي للحاسبة ومفهوم الخوارزمية، رسالة الدكتوراه، جامعة برلين الحرة، 1962
- النظرية المؤيدة للمجموعات المحدودة. أطروحة دكتوراه، جامعة بون، 1968 (مستشار: وولفجانج كرول)
- مع كلاوس اندرمارك: الخوارزميات، الوظائف المتكررة واللغات الرسمية (بالألمانية)، 1968.
- نظرية أوتوماتا (بالألمانية)، 1984.

## وصلات خارجية
- "Wilfried Brauer Bibliography". الببليوغرافيا الرقمية ومشروع المكتبة. مؤرشف من الأصل في 2012-02-21. اطلع عليه بتاريخ 2009-05-09.
- Wilfried Brauer at the mathematics genealogy project